# Taivassalo
Taivassalo (Zweeds: Tövsala) is een gemeente in de Finse provincie West-Finland en in de Finse regio Varsinais-Suomi. De gemeente heeft een landoppervlakte van 140,33 km² en telt 1.691 inwoners (2022).

## Geboren
- Mika Ääritalo (1985), voetballer